# The Handsome Beasts
The Handsome Beasts sind eine englische New-Wave-of-British-Heavy-Metal- und Rock-Band aus Wolverhampton, die 1972 gegründet wurde.

## Geschichte
Die Band wurde im Jahr 1972 gegründet und bestand im Jahr 1980 aus dem Sänger Garry Dalloway (nach anderen Quellen auch Dalway, Dallaway, oder Dallowy geschrieben), dem Bassisten Steven Hough, dem Schlagzeuger Pete Malbasa und dem Gitarristen Phil Aston. Nach der Gründung folgten die ersten Auftritte in lokalen Pubs und Bars. Ihre Bekanntheit konnte die Gruppe durch den großen Körperumfang des Sängers Dalloway steigern, indem sie diese Tatsache besonders betonte und das Publikum zum Rufen von Sätzen wie „You fat bastard“ animierte. Da sich jedoch gegen Ende des Jahres 1980 immer noch kein Label für die Band interessierte, entschied sich der Manager Paul Birch das Label Heavy Metal Records zu gründen. Hierüber erschien am Anfang desselben Jahres die Single All Riot Now, die das titelgebende Lied und The Mark of the Beast enthält. Die zweite Single schloss sich 1981 unter dem Namen Breaker an. Während auf der A-Seite das titelgebende Lied zu hören ist, enthält die B-Seite zwei Rillen, sodass per Zufall entweder das Lied One in a Crowd oder Crazy abgespielt wird. Die Touraktivitäten hatten sich mittlerweile bis auf die Midlands ausgeweitet. Da Heavy Metal Records nun auch andere Gruppen unter Vertrag hatte, brachte es im selben Jahr den Sampler Heavy Metal Heroes heraus, für den The Handsome Beasts Local Heroes beisteuerte. Durch den Erfolg der Tonträger, wurde die Band zur Friday Rock Show eingeladen, für die David's Song, Sweeties, Another Day und Local Heroes aufgenommen wurden. Die Sendung wurde am 10. Juli 1981 ausgestrahlt. In der zweiten Hälfte des Jahres entschied sich das Label, das Debütalbum Beastiality zu veröffentlichen. Das Album erregte besonders Aufmerksamkeit durch sein Cover, das den übergewichtigen Frontmann Dalloway darstellt, der nackt neben einem Schwein hockt, wobei sein Schritt durch den überhängenden Bauch verdeckt wird. Zudem trug er eine Nickelbrille und hatte fettige Haare, während ein Schild vor beiden mit der Aufschrift „Do not feed animals“ stand. Bei den Fotoaufnahmen entstanden insgesamt 16 Fotostrips. Auf dem Tonträger ist Paul Robins als zweiter Gitarrist vertreten, wobei hierauf Local Heroes und die drei Lieder der Single Breaker wiederverwendet wurden, sodass über die Hälfte der Lieder bereits bekannt war. Im selben Jahr wurde Sweeties als Single, mit einem ähnlich geschmacklosen Cover und mit dem Song You're on Your Own als B-Seite, ausgekoppelt. 1982 setzte die Gruppe ihre Live-Aktivitäten fort, Robins hatte mittlerweile komplett den Posten des Gitarristen übernommen, während Aston die Band verlassen hatte, um Rogue Male beizutreten. In der folgenden Zeit konzentrierte sich das Label auf andere Bands, sodass The Handsome Beasts kaum noch aktiv waren. Erst 1987 meldeten sie sich mit Auftritten mit Bands wie Tygers of Pan Tang zurück. Neben Dalloway war von den Gründungsmitgliedern nur noch der Bassist Steven Hough in der Gruppe. Die Besetzung wurde durch den Gitarristen Mariusz Mitrenko und den Schlagzeuger Ray Richman ergänzt. Zuvor hatte ein Gitarrist namens Harries den Posten von Robins zeitweise übernommen. Da die Auftritte jedoch nur wenig Erfolg hatten, löste sich die Gruppe kurz darauf auf.
1990 fand sich die Band wieder zusammen, um das Album The Beast Within zu veröffentlichen. Hierauf besteht die Band neben Dalloway aus dem Schlagzeuger Richman, dem Bassisten Mark Knight und dem Gitarristen Mitrenko. Auf dem Album wird Knights Nachname fälschlicherweise als Wright bezeichnet. Bei den Aufnahmen war erneut der Gitarrist Harries vertreten, musste jedoch noch währenddessen wieder durch Mitrenko ersetzt werden. Das Cover stellt einen Hund da, der einer langbeinigen Frau unter den Minirock schaut. Danach wurde es wieder still um die Band. Diese Zeit nutzte sie, um 1993 ein weiteres Album namens Little Sister mit Hilfe von Neil „The Finn“ Finnegan, ehemaliger Bassist der Birminghamer Band Ricochet, aufzunehmen, dessen Veröffentlichung aufgrund des Bankrotts von Heavy Metal Records jedoch nicht erfolgte. Nach einer letzten Tour durch die Midlands löste sich die Gruppe aufgrund von fehlendem Interesse der Label Mitte der 1990er Jahre wieder auf. 1996 wurde das Debütalbum bei British Steel Records wiederveröffentlicht, mit Liedern der Singles, einer kurzen Biografie und Bildern der seltenen Singles als Bonus.
2004 meldete sich die Band mit dem Album 04 zurück. Hierauf besteht die Band neben Dalloway und Richman aus den Gitarristen Alan Nyland und Mark Boreland und dem Bassisten Sean Brennan. 2004 war Ted Duggan zudem als Schlagzeuger in der Band zeitweise tätig. Im Jahr 2005 wurde Richman durch Mick Roobottom ersetzt. Nach der Veröffentlichung ging es auf vereinzelte Touren, unter anderem erneut mit Tygers of Pan Tang. Am 20. August 2006 verstarb Dalloway an einem Herzinfarkt. Zuvor hatten noch die Aufnahmen zu einem weiteren Album mit ihm stattgefunden. Neuer Sänger der Band wurde daraufhin Simon Hall, Sänger der lokalen Coverband Beholder, den Dalloway 18 Monate vor seinem Tod empfohlen hatte. Das letzte Album mit ihm als Sänger erschien im Juni 2007 unter dem Namen Rock and a Hard Place. Hierauf ist Pete Way von UFO als Gastmusiker zu hören. Gegen Ende des Jahres verließ Hall die Band, ebenso der Bassist Simon Fielding, der ebenfalls aus Beholder stammte und erst im Sommer 2007 The Handsome Beasts beigetreten war. Im Dezember kam Rob „Rocky Shades“ Berkley als neuer Sänger und Shawn Till als neuer Bassist zur Besetzung. Nach der Veröffentlichung des Albums war die Band auf dem British Steel Festival zu sehen.

## Stil
Laut Malc Macmillan in The N.W.O.B.H.M. Encyclopedia sind die Musiker sehr talentiert an ihren Instrumenten, während der Gesang gefühlvoll und bluesig sei. Die Single All Riot Now sei mit den Werken von Lautrec, Xero, Expozer und Warrior aus Essex vergleichbar. Beastiality biete Standard-Lieder der NWoBHM, während die Texte eher ungewöhnlich seien. Diese würden von sozialen Missständen und misanthropischem Verhalten handeln. The Beast Within enthalte Upbeat-Rocklieder sowie durch Led Zeppelin beeinflusste, leicht bluesige Songs. Laut Matthias Mader in NWoBHM New Wave of British Heavy Metal The glory Days ist für die Band „prototypischer, mittelschneller NWoBHM mit kernigem Gesang und erdigen Blues-Einflüssen“ typisch. The Beast Within sei nicht mehr zeitgemäß, wenn auch immer noch von guter Qualität, wobei nun Einflüsse aus dem Southern Rock hinzugekommen seien. Eduardo Rivadavia von Allmusic fand, dass sich die Musik nie wirklich komplett in den typischen Klang der NWoBHM einfügen konnte. Er ordnete die Musik dem Hard Rock zu. In den Liedern würden amüsante Themen verarbeitet werden, die mit einer kraft- und gefühlvollen Stimme vorgetragen würden. The International Encyclopedia of Hard Rock and Heavy Metal befand, dass die Musik der Band typisch für die der NWoBHM ist, allerdings etwas melodischer als der Durchschnitt. Colin Larkin bezeichnete die Band in seinem Buch The Guinness Who’s Who of Heavy Metal Second Edition als melodramatisch. Martin Popoff schrieb in seinem Buch The Collector’s Guide of Heavy Metal Volume 2: The Eighties in seiner Rezension zum Debütalbum, dass die Band bluesige britische Bike-Musiker der 1970er Jahre spielt mit zusätzlichen Einflüssen von Nutz, Alex Harvey, Nazareth, Status Quo, frühen Saxon und Motörhead.

## Diskografie
- 1980: All Riot Now (Single, Heavy Metal Records)
- 1981: Beastiality (Album, Heavy Metal Records)
- 1981: Breaker (Single, Heavy Metal Records)
- 1981: Sweeties (Single, Heavy Metal Records)
- 1990: The Beast Within (Album, Heavy Metal Records)
- 2004: 04 (Album, Heavy Rock Records)
- 2007: Rock and a Hard Place (Album, Q Records)